# Aeropuerto de Linz

Mapa que muestra la ubicación de los Aeropuertos de Austria.

El Aeropuerto de Linz (en alemán: Flughafen Linz) (IATA: LNZ, OACI: LOWL), también conocido como Aeropuerto del Danubio Azul, es un aeropuerto cercano a Linz, Alta Austria, en el noreste de Austria.

## Aerolíneas y destinos
| Ciudades por países | Nombre del aeropuerto                                   | Aerolíneas                     | Aeronaves | Frecuencias semanales |
| África              | África                                                  | África                         | África    | África                |
| ------------------- | ------------------------------------------------------- | ------------------------------ | --------- | --------------------- |
| Egipto              |                                                         |                                |           |                       |
| Hurgada             | Aeropuerto Internacional de Hurghada                    | Corendon Airlines              | B7x7      |                       |
| Asia                |                                                         |                                |           |                       |
| Turquía             |                                                         |                                |           |                       |
| Antalya             | Aeropuerto de Antalya                                   | Corendon Airlines (estacional) | B7x7      |                       |
| Europa              |                                                         |                                |           |                       |
| Alemania            |                                                         |                                |           |                       |
| Düsseldorf          | Aeropuerto de Düsseldorf                                | Eurowings                      |           |                       |
| España              |                                                         |                                |           |                       |
| Gran Canaria        | Aeropuerto de Gran Canaria                              | Corendon Airlines              | B7x7      |                       |
| Palma de Mallorca   | Aeropuerto de Palma de Mallorca                         | Eurowings (estacional)         |           |                       |
| Grecia              |                                                         |                                |           |                       |
| Heraclión           | Aeropuerto Internacional de Heraclión-Nikos Kazantzakis | Corendon Airlines (estacional) | B7x7      |                       |
| Rodas               | Aeropuerto Internacional de Rodas-Diágoras              | Corendon Airlines (estacional) | B7x7      |                       |

## Estadísticas
Ver fuente y consulta Wikidata.